# Ryan Yates
Ryan James Yates (Lincoln, Inglaterra, 21 de noviembre de 1997) es un futbolista británico que juega como centrocampista en el Nottingham Forest F. C. de la Premier League.

## Trayectoria
Fue nombrado como parte de la plantilla del primer equipo del Nottingham Forest F. C. al comienzo de la temporada 2016-17, antes de dirigirse al norte, al Barrow A. F. C. de la National League por un período inicial de un mes el 26 de agosto de 2016. El 21 de septiembre el Barrow optó por ampliar el acuerdo de préstamo, y de nuevo el 2 de noviembre hasta el 9 de enero de 2017. Tras esta última ampliación del contrato, el director del Barrow, Paul Cox, dijo de Yates: "Es un diamante en términos de querer aprender, querer mejorar, querer hacerse más fuerte. Eso es lo que hace que Ryan sea tan potente en esta plantilla. Se contagia a los demás con su hambre y sus ganas".
Fue llamado por el Forest el 13 de enero, tras haber disputado diecinueve partidos y haber marcado dos goles en todas las competiciones con el Barrow.
El 31 de enero, poco después de su retirada del Barrow, fue cedido al Shrewsbury Town F. C. de la League One por el resto de la temporada. Debutó en la liga profesional el 14 de febrero como suplente en el minuto 64 de la derrota por 2-1 ante el Peterborough United F. C. El 27 de febrero, mientras estaba cedido al Shrewsbury Town, amplió su contrato en el Forest hasta 2019. Recibió la primera tarjeta roja de su carrera profesional el 1 de abril por dos entradas deslizantes en un partido en el Bristol Rovers F. C., a pesar de haber sido empujado al suelo por los jugadores del rival tras el segundo desafío, en una decisión calificada por su club de préstamo como "dura".
El 4 de agosto de 2017 se incorporó al Notts County F. C. en calidad de cedido para la temporada 2017-18, uniéndose al también centrocampista del Forest Jorge Grant en el club. Su debut con el club se produjo el 8 de agosto en el campo del Scunthorpe United F. C. en la primera ronda de la Copa de la Liga. Fue titular en el partido y marcó en el último minuto de la segunda parte de la prórroga para igualar el marcador a 3-3. Aunque el Notts perdió la posterior tanda de penaltis, recibió los elogios de su entrenador Kevin Nolan, que describió al adolescente como un "líder" con "bolsas y bolsas de potencial".
El 11 de enero de 2018 firmó un acuerdo que lo mantiene en el Nottingham Forest hasta 2020, y fue retirado de su préstamo en el Notts County para unirse en su lugar al club de la League One, el Scunthorpe United, para el resto de la temporada 2017-18. Marcó en su debut en el Iron contra el Peterborough United, en lo que el Scunthorpe Telegraph describió como una "actuación del hombre del partido". Sky Sports le otorgó el trofeo de hombre del partido por el empate 1-1 con el Oxford United F. C. el 30 de marzo.
El 5 de julio de 2018 firmó un nuevo contrato de tres años con el Nottingham Forest, que lo mantiene en el club hasta 2021. En diciembre de 2019 amplió su contrato hasta 2023.

## Estadísticas

### Clubes
Actualizado al último partido disputado el 2 de noviembre de 2024.
| Club                               | Div.          | Temporada     | Liga  | Liga  | Copas nacionales | Copas nacionales | Copas internacionales | Copas internacionales | Total | Total |
| Club                               | Div.          | Temporada     | Part. | Goles | Part.            | Goles            | Part.                 | Goles                 | Part. | Goles |
| ---------------------------------- | ------------- | ------------- | ----- | ----- | ---------------- | ---------------- | --------------------- | --------------------- | ----- | ----- |
| Barrow A. F. C. Inglaterra         | 5.ª           | 2016-17       | 15    | 1     | 4                | 1                | ―                     | ―                     | 19    | 2     |
| Barrow A. F. C. Inglaterra         | Total club    | Total club    | 15    | 1     | 4                | 1                | 0                     | 0                     | 19    | 2     |
| Shrewsbury Town F. C. Inglaterra   | 3.ª           | 2016-17       | 12    | 0     | 0                | 0                | ―                     | ―                     | 12    | 0     |
| Shrewsbury Town F. C. Inglaterra   | Total club    | Total club    | 12    | 0     | 0                | 0                | 0                     | 0                     | 12    | 0     |
| Notts County F. C. Inglaterra      | 4.ª           | 2017-18       | 25    | 3     | 4                | 3                | ―                     | ―                     | 29    | 6     |
| Notts County F. C. Inglaterra      | Total club    | Total club    | 25    | 3     | 4                | 3                | 0                     | 0                     | 29    | 6     |
| Scunthorpe United F. C. Inglaterra | 3.ª           | 2017-18       | 18    | 2     | 0                | 0                | ―                     | ―                     | 18    | 2     |
| Scunthorpe United F. C. Inglaterra | Total club    | Total club    | 18    | 2     | 0                | 0                | 0                     | 0                     | 18    | 2     |
| Nottingham Forest F. C. Inglaterra | 2.ª           | 2018-19       | 16    | 1     | 1                | 0                | ―                     | ―                     | 17    | 1     |
| Nottingham Forest F. C. Inglaterra | 2.ª           | 2019-20       | 27    | 3     | 1                | 0                | ―                     | ―                     | 28    | 3     |
| Nottingham Forest F. C. Inglaterra | 2.ª           | 2020-21       | 34    | 2     | 2                | 0                | ―                     | ―                     | 36    | 2     |
| Nottingham Forest F. C. Inglaterra | 2.ª           | 2021-22       | 46    | 8     | 5                | 1                | ―                     | ―                     | 51    | 9     |
| Nottingham Forest F. C. Inglaterra | 1.ª           | 2022-23       | 26    | 0     | 4                | 1                | ―                     | ―                     | 30    | 1     |
| Nottingham Forest F. C. Inglaterra | 1.ª           | 2023-24       | 35    | 1     | 5                | 0                | —                     | —                     | 40    | 1     |
| Nottingham Forest F. C. Inglaterra | 1.ª           | 2024-25       | 10    | 1     | 0                | 0                | —                     | —                     | 10    | 1     |
| Nottingham Forest F. C. Inglaterra | Total club    | Total club    | 194   | 15    | 18               | 2                | 0                     | 0                     | 212   | 18    |
| Total carrera                      | Total carrera | Total carrera | 264   | 21    | 26               | 6                | 0                     | 0                     | 290   | 28    |